# Rafael Carranza Hernández
Rafael Carranza Hernández (Ciudad de México, 28 de abril de 1919 - Ciudad de México, 22 de mayo de 1995) fue un ingeniero y político mexicano, que fue miembro primero del Partido Revolucionario Institucional (PRI) y luego del Partido Auténtico de la Revolución Mexicana (PARM). Fue en dos ocasiones diputado federal y en una senador.

## Biografía
Era hijo de Venustiano Carranza y de Ernestina Hernández, siendo el menor de los cuatro hijos que tuvieron ambos, en una relación mantenida por Carranza de forma paralela a su familia oficial con su esposa Virginia Salinas. Rafael Carranza Hernández nació mientras su padre ocupaba la presidencia de México, pero apenas había cumplido un año de edad, cuando el 20 de mayo de 1920 murió durante el golpe de Estado que lo derrocó y que es conocido como la Revolución de Agua Prieta.
Se trasladó a estudiar a Estados Unidos, egresando como ingeniero en Filadelfia, Pensilvania. Al retornar al país se unió al PRI, que en 1952 lo postuló candidato a diputado federal por el Distrito 1 de Coahuila, resultó elegido para la XLII Legislatura de dicho año al de 1955; en esa legislatura fue integrante de la Gran Comisión; de las comisiones de Presupuesto y Cuenta Pública; de Relaciones Exteriores; y, de Administración.
De 1955 a 1958 fue secretario general del Departamento de Asuntos Agrarios y Colonización, siendo titular del mismo Cástulo Villaseñor Luquín en el gobierno del presidente Adolfo Ruiz Cortines. En 1958 fue elegido senador suplente por Coahuila en primera fórmula, siendo candidato propietario Vicente Dávila Aguirre y resultando elegidos para las Legislaturas XLIV y XLV del año mencionado al de 1964.
Dávila falleció el 19 de mayo de 1960 en ejercicio del cargo, y por tanto Rafael Carranza fue llamado al cargo, asumiéndolo el 2 de septiembre de 1960, y permaneció en el hasta el fin de su periodo en 1964; ahí fue presidente de las comisiones de Colonización; y, de Obras Públicas; así como primer secretario de la comisión de Asuntos Diplomáticos y Consulares; y, segundo secretario de la comisión de Recursos Hidráulicos.
De 1965 a 1968 fue director del Banco Nacional de Crédito Agrícola del Noroeste y de 1968 a 1970 asesor del director general del mismo; y de 1971 a 1974 fue coordinador general del Programa Agrícola de la Zona Central de Coahuila nombrado por el gobernador Eulalio Gutiérrez Treviño. En 1977 renunció al PRI y se unió al PARM, siendo nombrado tesorero del comité nacional que presidía Antonio Gómez Velasco y permaneciendo en el cargo hasta 1979. 
En 1979 fue postulado y elegido por segunda ocasión diputado federal, esta vez por el principio de representación proporcional a la LI Legislatura y que concluyó en 1982.